# Proarticulata
Die Proarticulata sind ein ausgestorbener  Stamm des Tierreichs mit vermeintlicher Bilateralsymmetrie, der im späten Ediacarium verbreitet war.

## Etymologie
Die Bezeichnung Proarticulata leitet sich ab von der altgriechischen Vorsilbe προ pro- („vor“, „zuvor“) und dem Lateinischen articulata („Gliedertiere“), das sich aus articulus („kleines Gelenk“, „Glied“), dem Diminutiv von artus, ableitet. Gemeint sind somit die Vorläufer der Gliedertiere – Tieren mit echter Segmentierung wie beispielsweise die Ringelwürmer (Annelida) und die Gliederfüßer (Arthropoda).

## Erstbeschreibung
Der Stamm der Proarticulata wurde 1985 von Michail Alexandrowitsch Fedonkin für die Taxa Dickinsonia, Vendia, Onega und Praecambridium  erstmals aufgestellt. Er umfasst gegenwärtig weitaus mehr Taxa (Siehe Auflistung weiter unten).

## Morphologie
Die Proarticulata gliedern sich transversal in so genannte Isomere. Diese unterscheiden sich von den Segmenten bei Anneliden und Arthropoden in ihrer Anordnung. Individuelle  Isomere finden sich streng genommen nur auf einer Körperseite, da die Isomere auf der anderen Seite durch Gleitspiegelung an der Körperachse periodisch versetzt sind. Demzufolge sind die Isomere auf der anderen Seite nicht identisch (durch Spiegelung), sondern um eine halbe Isomerenbreite versetzt, wodurch Chiralität (unterschiedliche rechte und linke Seiten) entsteht.

## Taxonomie

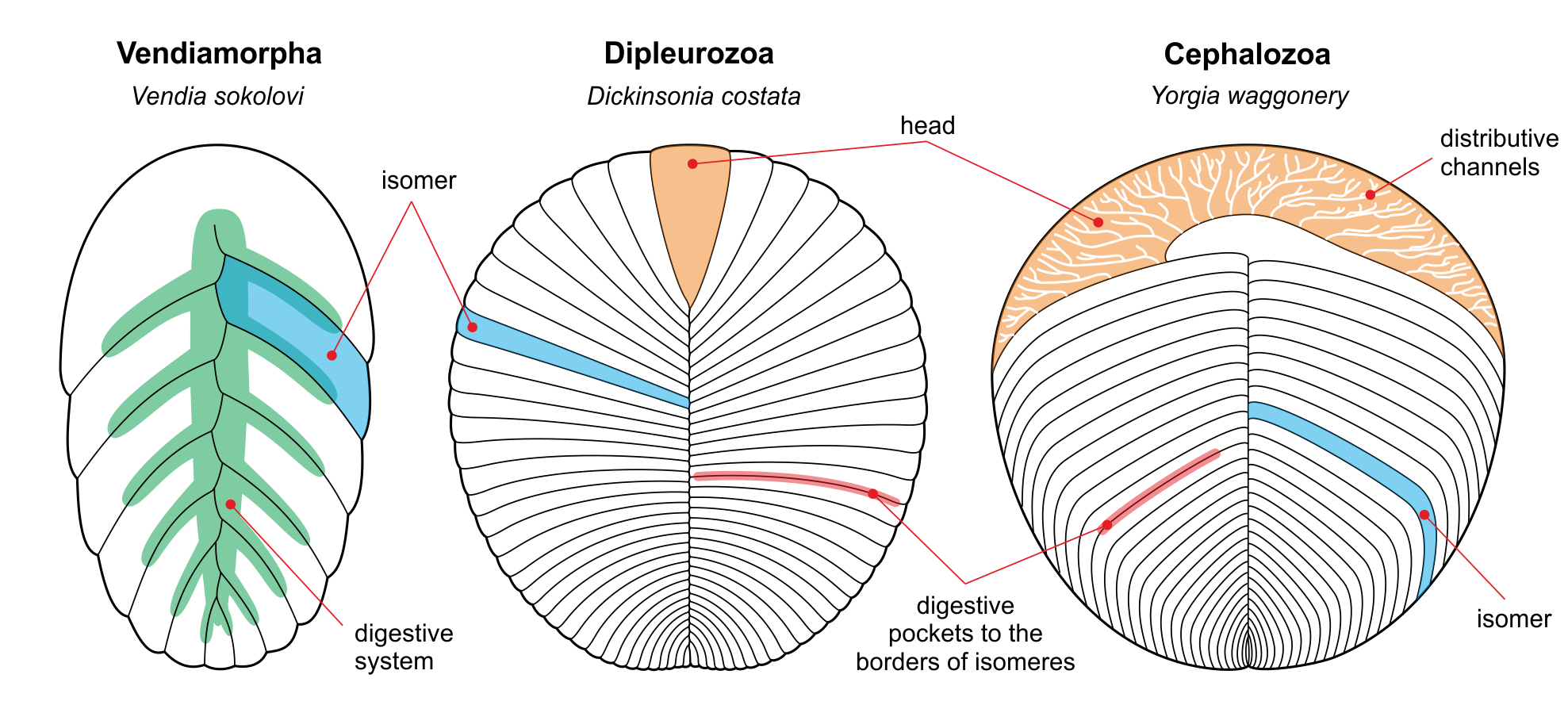
Beispiele für die drei Klassen der Proarticulata mit Rekonstruktionen von Vendia sokolovi, Dickinsonia costata und Yorgia waggoneri

### Vendiamorpha
Bei den Vendiamorpha ist der Körper vollständig in Isomere segmentiert, die nach hinten gebogen sind. Das erste Isomer ist gewöhnlich wesentlich größer als die übrigen. Die ersten beiden Isomere sind am vorderen Dorsalende teilweise miteinander verschmolzen (siehe Abbildung). Beispiele sind Vendia, Paravendia und Karakhtia.

### Cephalozoa  (vorläufige Bezeichnung)
Diese Proartikulaten besitzen eine unvollständige Segmentierung, da der vordere Abschnitt keine Isomeren aufweist – die Struktur ähnelt in etwa einem Haarband. Beispiele für Cephalozoa sind Yorgia, Praecambridium, Andiva, Archaeaspinus, Ivovicia, Spriggina, Marywadea und Cyanorus. Einige Cephalozoa aus der Familie der Yorgiidae besitzen eine ausgesprochene Asymmetrie ihrer linken und rechten Körperhälften. Beispielsweise breitet sich das erste Isomer der rechten Körperseite weit nach links aus. Archaeaspinus hat sogar ein ungepaartes Vordersegment, das nur auf der linken Seite von einer Furche begrenzt wird.

### Dipleurozoa

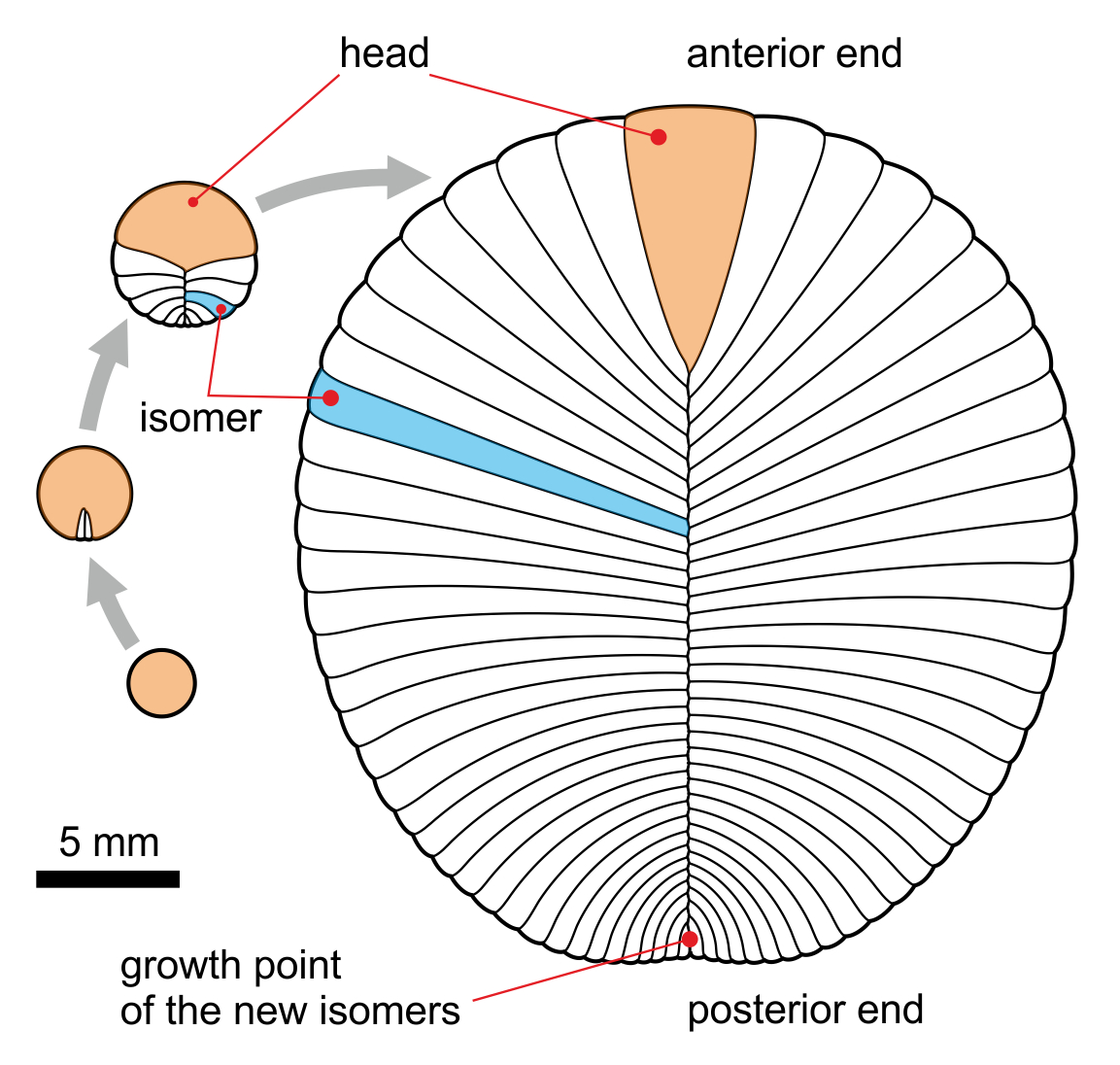
Ontogenese von Dickinsonia costata

Die Dipleurozoa sind subradial aufgebaut und werden vollständig in Isomere unterteilt. Beispiele sind Dickinsonia und Phyllozoon. Jugendliche Dickinsonia besitzen ein Isomer-freies  Vorderteil, die fehlenden Isomere mussten folglich im Verlauf der Ontogenese von Dickinsonia reduziert worden sein. Dickinsonia-ähnliche Proarticulata veränderten sich im Verlauf ihrer individuellen Entwicklung aber dann derart radikal, dass ihre Adultformen schließlich fast vollkommen von Isomeren eingenommen wurden.

### Proarticulata incertae sedis
Bei Onega stepanovi und Tamga hamulifera werden sämtliche Isomere von einer ungegliederten Randzone umgürtet. Bei Onega stepanovi bleiben die Isomere miteinander in Kontakt, so dass ein mit einem Floss vergleichbarer Bereich entsteht. Bei Tamga hamulifera sind die Isomere voneinander getrennt und berühren einander nicht. Bei Lossinia besteht im Zentralteil ein nicht unterteilter Bereich und es sind keine Isomere zu erkennen. Die lappenartigen Isomere gehen vielmehr vom Rand des nicht unterteilten Bereichs als transversale Glieder aus.

## Auflistung der Proarticulata-Körperfossilien

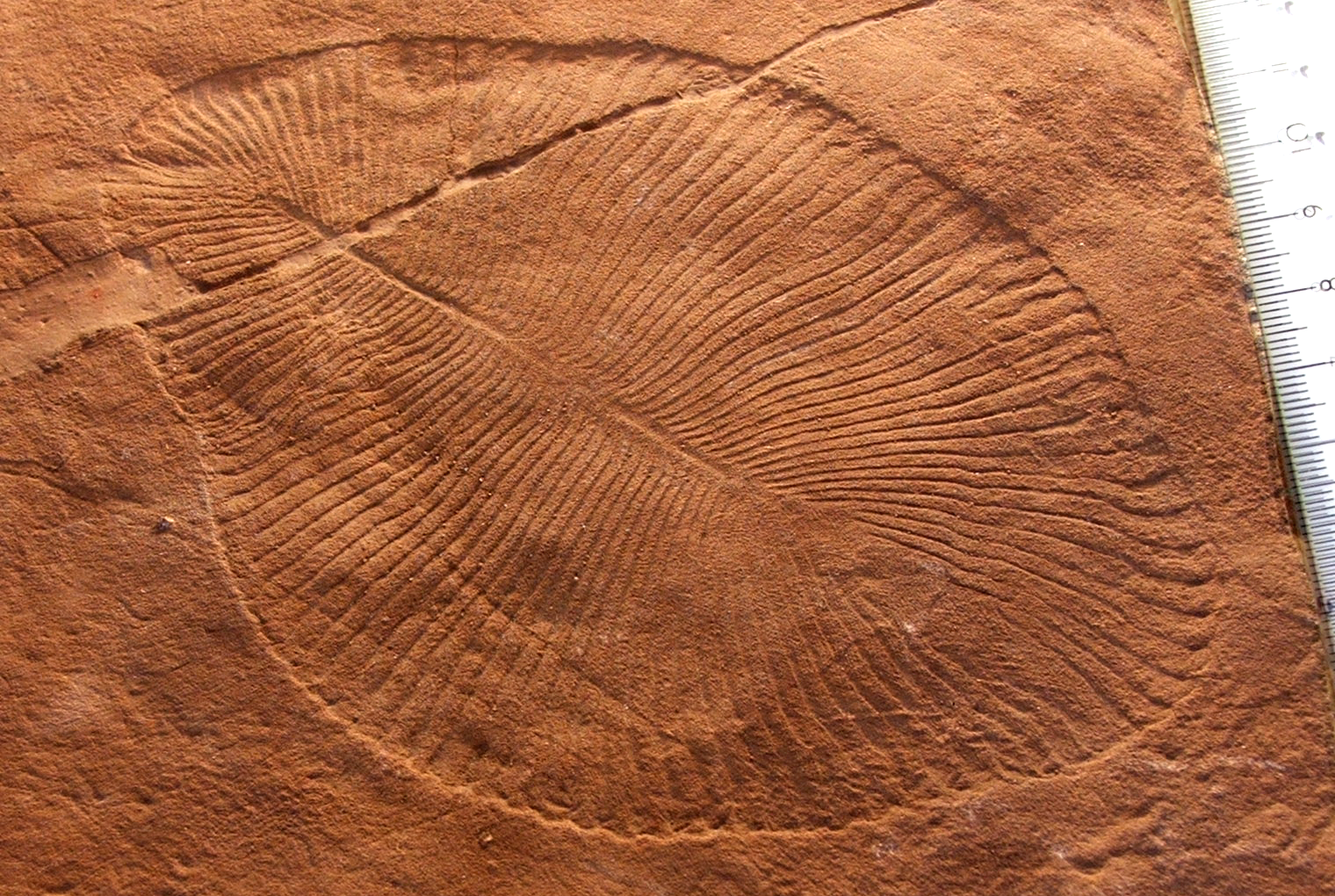
Dickinsonia costata

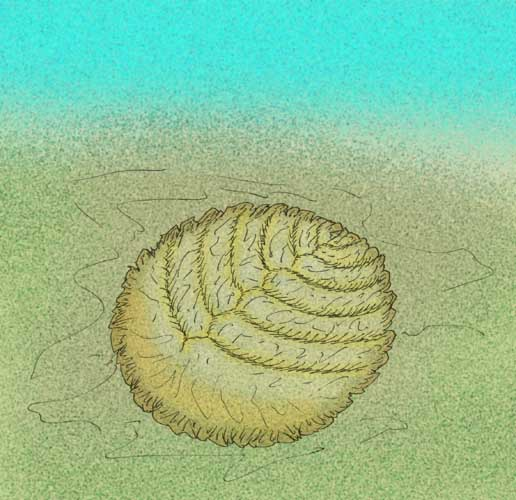
Karakhtia nessovi

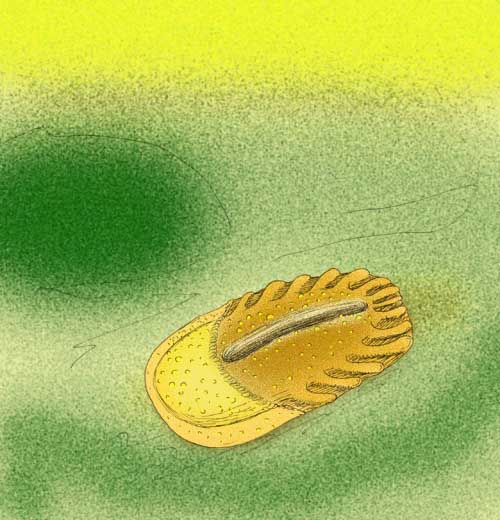
Lossinia lissetskii

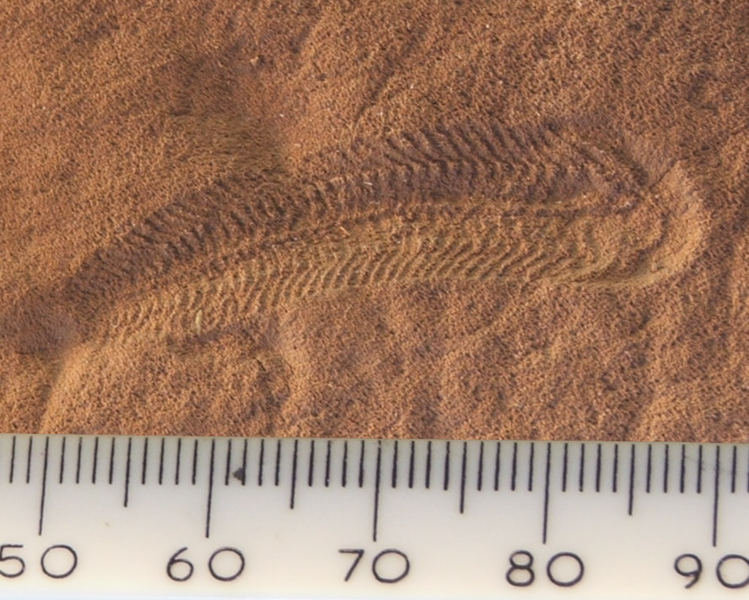
Spriggina floundersi

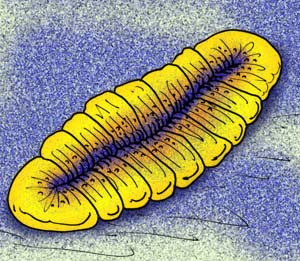
Windermeria aitkeni

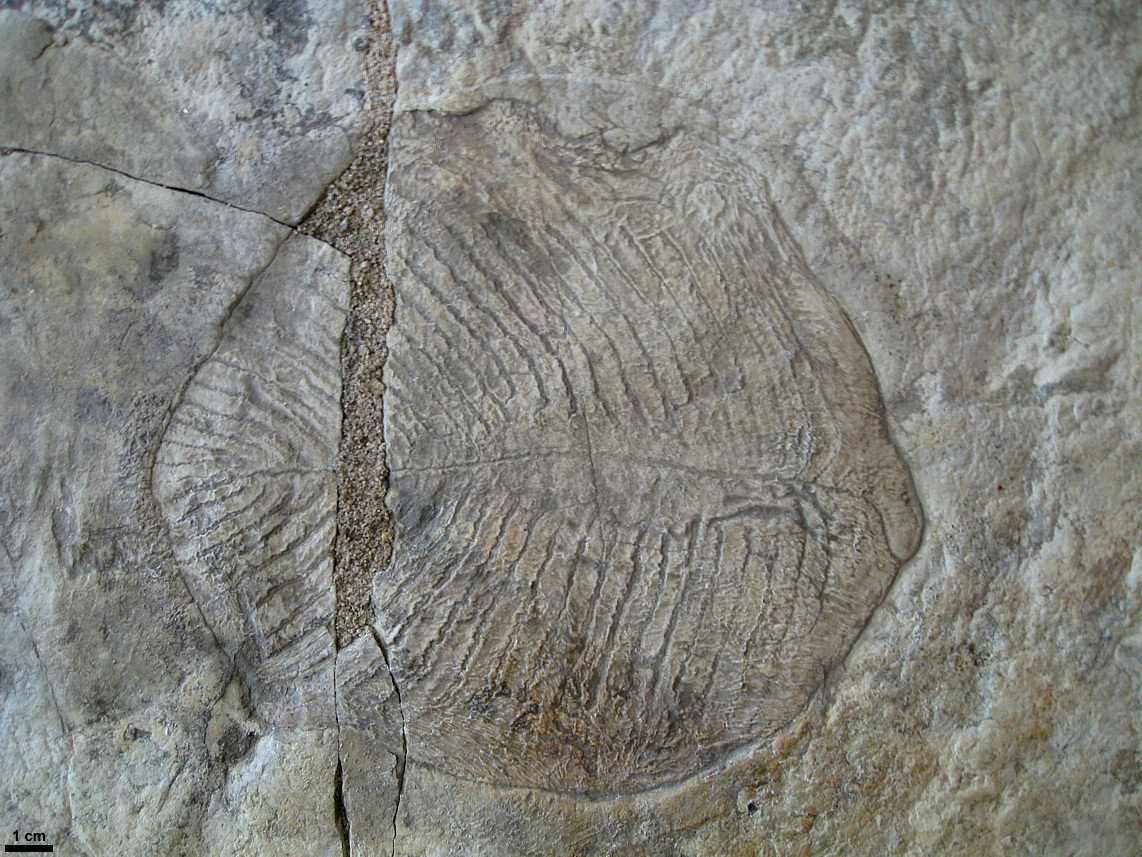
Yorgia waggoneri

- Armillifera Fedonkin, 1980[8]

Armillifera parva Fedonkin, 1980
- Andiva Fedonkin, 2002[9]

Andiva ivantsovi Fedonkin, 2002

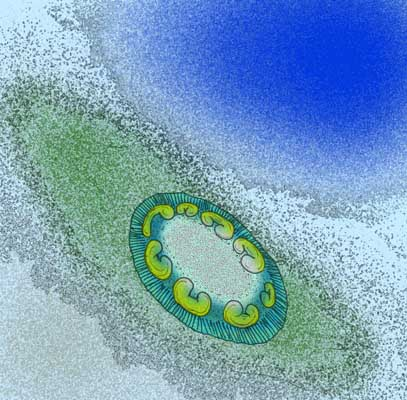
Armillifera parva

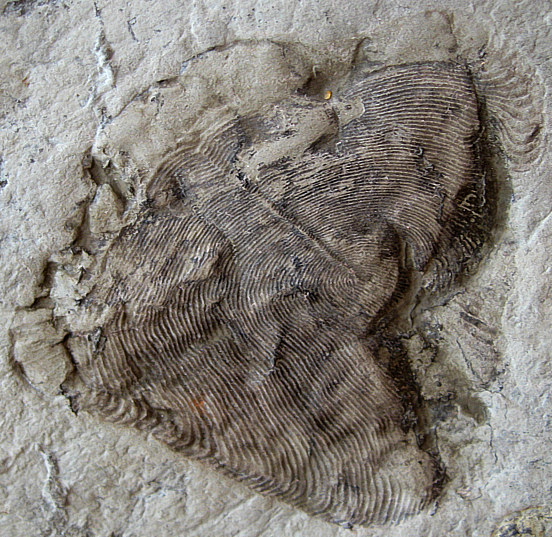
Andiva ivantsovi

- Archaeaspinus Ivantsov, 2007[3] (=Archaeaspis Ivantsov, 2001)

Archaeaspinus fedonkini Ivantsov, 2001
- Chondroplon Wade, 1971 (möglicherweise gleichzusetzen mit Dickinsonia)

Chondroplon bilobatum Wade, 1971
- Cyanorus Ivantsov, 2004[5]

Cyanorus singularis Ivantsov, 2004
- Dickinsonia Sprigg, 1947

Dickinsonia costata Sprigg, 1947
Dickinsonia lissa Wade, 1972
Dickinsonia menneri Keller, 1976 (=Vendomia menneri Keller, 1976)
Dickinsonia rex Jenkins, 1992
Dickinsonia tenuis Glaessner und Wade, 1966
- Ivovicia Ivantsov, 2007[7]

Ivovicia rugulosa Ivantsov, 2007
- Karakhtia Ivantsov, 2004

Karakhtia nessovi Ivantsov, 2004
- Lossinia Ivantsov, 2007[7]

Lossinia lissetskii Ivantsov, 2007
- Marywadea Glaessner, 1976

Marywadea ovata Glaessner und Wade, 1966
- Onega Fedonkin, 1976[10]

Onega stepanovi Fedonkin, 1976

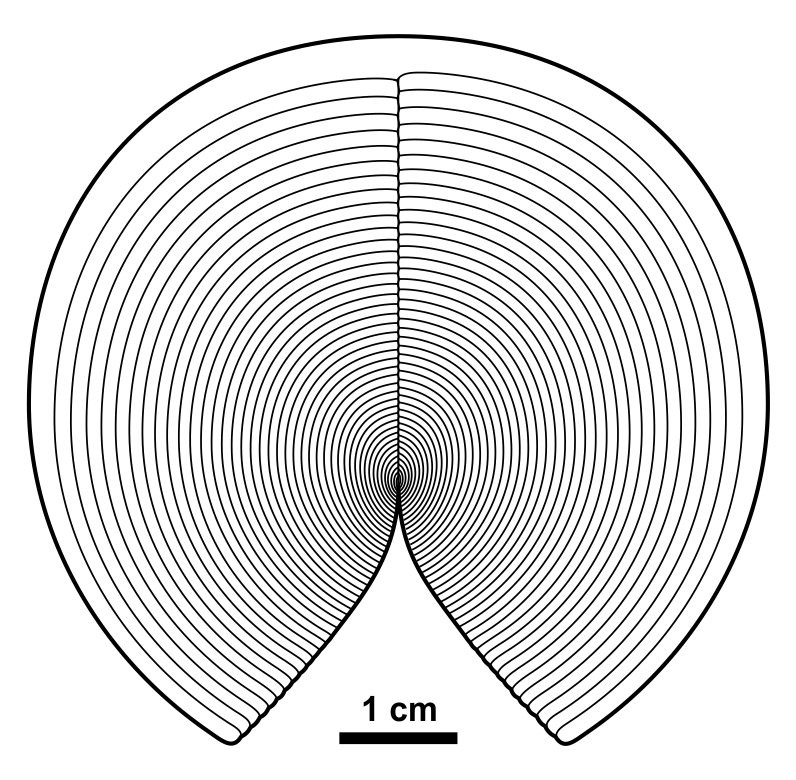
Ovatoscutum concentricum

- Ovatoscutum Glaessner und Wade, 1966

Ovatoscutum concentricum Glaessner und Wade, 1966
- Paravendia Ivantsov, 2004[5]

Paravendia janae Ivantsov, 2001 (=Vendia janae Ivantsov,2001)
- Phyllozoon Jenkins und Gehling, 1978

Phyllozoon hanseni Jenkinsund Gehling, 1978
- Podolimirus Fedonkin, 1983

Podolimirus mirus Fedonkin, 1983

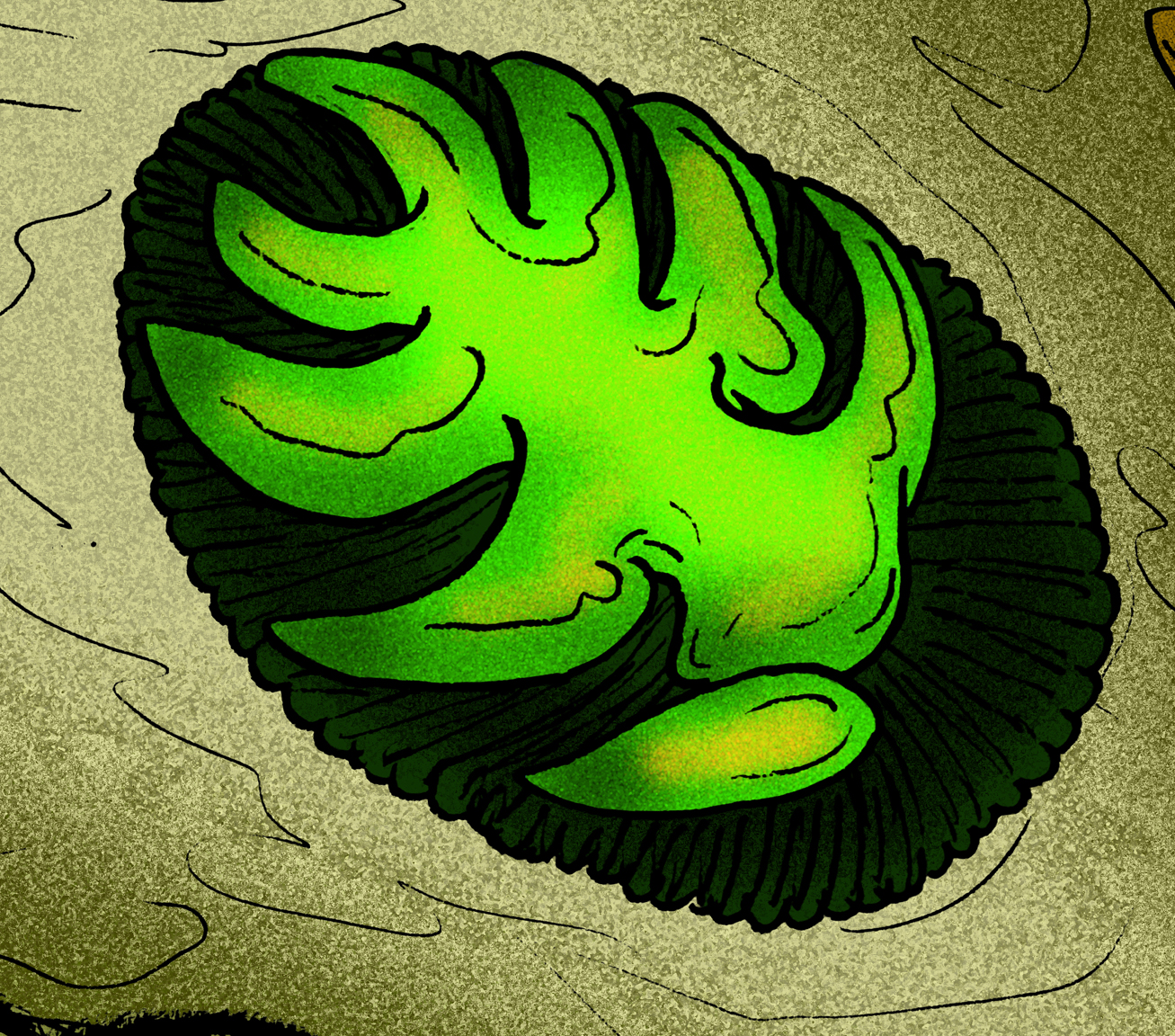
Praecambridium siggilum

- Praecambridium Glaessner und Wade, 1966

Praecambridium siggilum Glaessner und Wade, 1966
- Spriggina Glaessner, 1958

Spriggina floundersi Glaessner, 1958
- Tamga Ivantsov, 2007

Tamga hamulifera Ivantsov, 2007
- Valdainia Fedonkin, 1983

Valdainia plumosa Fedonkin, 1983
- Vendia Keller, 1969

Vendia sokolovi Keller, 1969
Vendia rachiata Ivantsov, 2004
- Windermeria Narbonne, 1994

Windermeria aitkeni Narbonne, 1994
- Yorgia Ivantsov, 1999

Yorgia waggoneri Ivantsov, 1999

### Spurenfossilien
- Epibaion Ivantsov, 2002[12]

Epibaion axiferus Ivantsov, 2002